# His (Alto Garona)
His é uma comuna francesa na região administrativa da Occitânia, no departamento do Alto Garona. Estende-se por uma área de 5.05 km², com 227 habitantes, segundo o censo de 2018, com uma densidade de 45 hab/km².